# Соснівка (Курська область)
Соснівка (рос. Сосновка) — село в Горшеченському районі Курської області Російської Федерації.
Населення становить 736 осіб. Входить до складу муніципального утворення Сосновська сільрада.

## Історія
Населений пункт розташований на території українського етнічного та культурного краю Східна Слобожанщина.
Від 2004 року входить до складу муніципального утворення Сосновська сільрада.

## Населення
| 2002 | 2010 |
| ---- | ---- |
| 891  | ↘736 |